# Dr. Maria Schaumayer Stiftung
Die Dr. Maria Schaumayer Stiftung wurde 1991 anlässlich des 60. Geburtstages der damaligen österreichischen Nationalbankpräsidentin Maria Schaumayer – in dieser Funktion war sie damals weltweit die erste Frau – aus ihren eigenen Geldmitteln mit dem Ziel gegründet, Frauen Mut zu machen, Spitzenkarrieren anzustreben und auch zu erreichen. Meist endeten vor allem im Wissenschaftsbereich und in der Privatwirtschaft die Karrieren im Mittelbau – „gläserne Decke“ genannt. Eine von Schaumayer zum Zeitpunkt der Gründung der Stiftung in Auftrag gegebene Erhebung des Anteils an Universitätsprofessorinnen in Österreich ergab, dass der Anteil unter 3 % betrug.
Die Stiftung dient allein wissenschaftlichen Zwecken, wobei die Förderung von Frauen in Führungspositionen, insbesondere aufgrund hervorragender wissenschaftlicher Leistungen, im Mittelpunkt steht.
Es wurden von der Stiftung rund 1.100 Preise (Stand September 2016) für hervorragende wissenschaftliche Arbeiten vergeben. Die Arbeiten waren breitgefächert und reichten beispielsweise von den MINT-Fächern bis Medizin, Geisteswissenschaften, Recht, Biologie und Wirtschaftswissenschaften. Darunter war im Jahr 2015 auch eine sub-ausspiciis-praesidentis-Doktorandin.